# Club Test 02
Club Test 02 è un EP del gruppo musicale italiano Bloom 06, pubblicato il 3 luglio 2009.

## Tracce
1. Beats & Sweat - [extended mix] - 5:15
2. Dancing on the moon - [dance pop radio edit] - 3:39
3. Move Your Body - [Bloom 06 2009 live concept] - 4:36
4. Welcome to the zoo - [Bloom 06 vs Wender remix] - 6:15
5. [BONUS TRACK] Beats & Sweat - [radio edit] - 3:33

## Formazione
- Jeffrey (Gianfranco Randone) - voce, chitarre, ritmiche, campionamenti, sequencer
- Maury (Maurizio Lobina) - tastiere, synth, archi, ritmiche, campionamenti, cori